# Shahrestān di Hamadan
Lo Shahrestān  di Hamadan (farsi شهرستان همدان) è uno dei 9 shahrestān della provincia di Hamadan, il capoluogo è Hamadan ed è suddiviso in 2 circoscrizioni (bakhsh):
- Centrale (بخش مرکزی), con le città di Hamadan, Juraqan e Maryanaj.
- Shara (بخش شرا), con la cittadina di Qahāvand (قهاوند).

La circoscrizione di Famenin (بخش فامنین) è diventata un shahrestān.